# Navesti
Navesti este o arie protejată (arie specială de conservare — SAC, sit de importanță comunitară — SCI) din Estonia întinsă pe o suprafață de 9,7 ha, integral pe uscat.

## Localizare
Centrul sitului Navesti este situat la coordonatele 58°30′06″N 24°56′38″E / 58.5016°N 24.9439°E.

## Înființare
Situl Navesti a fost declarat sit de importanță comunitară în aprilie 2004 pentru a proteja 3 specii de animale. Situl a fost protejat și ca arie specială de conservare în mai 2007.

## Biodiversitate
Situată în ecoregiunea boreală, aria protejată conține 1 habitat natural: Cursuri de apă de la nivel de câmpie la nivel montan, cu vegetație Ranunculion fluitantis și Callitricho-Batrachion.
La baza desemnării sitului se află mai multe specii protejate:
- nevertebrate (1): Unio crassus
- pești (2): zvârluga (Cobitis taenia), zglăvoacă (Cottus gobio)